# Sin rumbo
Sin rumbo è un singolo della musicista venezuelana Arca, pubblicato il 3 luglio 2016 come primo estratto dal terzo mixtape Entrañas e successivamente incluso nel terzo album in studio Arca.

## Descrizione
Nel brano, la cantante descrive la sofferenza nell'aver perso il proprio amore senza nessun preavviso. Afferma di poter adorare l'amante soltanto da lontano, e lamenta il fatto di non poterlo baciare e di camminare per una strada senza meta.

## Tracce
Testi e musiche di Alejandra Ghersi.
1. Sin rumbo – 3:35

## Formazione
Crediti tratti dall'edizione streaming dell'album.
- Alejandra Ghersi – performer associata, missaggio, produttrice, autrice del testo e della musica;
- Matt Colton – ingegnere del suono.